# Antonio López Sierra
Antonio López Sierra (Badajoz, 16 giugno 1913 – Madrid, 1986) è stato un boia spagnolo, in servizio a Madrid tra il 1949 e il 1975.

## Biografia
Antonio López Sierra nacque a Badajoz nel giugno del 1913 in una famiglia umile di sei fratelli e si sposò a 17 anni. Lavorò come muratore, e passò alcuni mesi in carcere per rapina in una stazione di servizio. Nel 1936 divenne soldato volontario dell'Esercito nazionalista durante la guerra civile spagnola; successivamente combatté in Russia come volontario nella 250. Infanterie-Division e lavorò a Berlino come netturbino. Al ritorno dalla Germania, lavorò vendendo caramelle nelle feste e compiendo piccoli reati come truffe, contrabbando e commercio in nero, insieme all'amico e futuro collega Vicente López Copete.
Entrambi entrarono nel corpo dei boia nel 1949, con la mediazione di un ispettore di polizia di Badajoz. Durante la sua carriera, López Sierra giustiziò circa venti condannati. Accettò l'incarico perché, secondo lui, "Per me è lo stesso essere boia, che sia quel che sia, mentre mi dà da mangiare". La prima prestazione fu come aiutante di Bernardo Sánchez Bascuñana.
Il primo ad essere giustiziato da Antonio López Sierra fu Ramón Oliva Márquez, soprannominato "El Monchito", di 22 anni, che fu condannato a morte per rapina ed omicidio e garrotato nel 1952. Fu una delle cause più celebri dell'epoca, che fu ampiamente seguita dalla stampa. Il boia ricevette una gratificazione di 60 pesetas per il lavoro svolto. Tra le sue esecuzioni più famose vi furono quella di Pilar Prades Expósito, "l'avvelenatrice di Valencia" e quella dell'assassino José María Jarabo, che uccise quattro persone. Questi due casi furono particolarmente controversi, e gli studiosi hanno messo in dubbio la professionalità dell'esecuzione di López Sierra.
Nel caso di Pilar Prades si vide sotto pressione per dover giustiziare una donna (si dice che lo fece imbottito di tranquillanti), secondo la sua stessa testimonianza nel documentario Queridísimos verdugos. In realtà già aveva giustiziato una donna, Teresa Gómez, nel 1954 a Valencia, per cui non sono chiari i motivi della riluttanza. La scena finale del film di Luis García Berlanga, La ballata del boia, sembra una crudele e cattiva ricostruzione di ciò che successe durante l'esecuzione di Pilar Prades. Nell'esecuzione di Jarabo, la portentosa forza fisica del condannato (che aveva un collo più grande del normale) e la presunta ubriachezza del boia fecero sì che la morte si producesse dopo più di venti minuti di contorsioni e convulsioni, secondo la testimonianza dell'avvocato difensore di Jarabo.
La sua ultima esecuzione ebbe luogo nel Cárcel Modelo de Barcelona, dove garrotò Salvador Puig Antich il 2 marzo
1974. Nemmeno l'ultima esecuzione fu priva di polemiche, dato che inizialmente non gli toccava. Il collega Vicente López Copete, sospeso dal servizio, era chi avrebbe dovuto compierla, ma fu scelto López Sierra. Sembra che non gli fu facile operare con la celerità richiesta perché ubriaco. López Sierra non montò correttamente i pezzi della garrota, cosa che prolungò l'agonia di Puig Antich.
Ritiratosi dal servizio, lavorò come custode a Madrid, dove viveva modestamente con la moglie nel quartiere di Malasaña. Il giornalista Javier Rioyo descrive López Sierra come un uomo distrutto, con pochi amici, che viveva con la moglie in un appartamento "dove l'unica cosa che sembrava viva era un uccellino che possedevano". Morì nel 1986, a 73 anni.

## López Sierra nella cultura di massa
È curiosa la relazione tra López Sierra e il cinema. Nel 1968 partecipò come attore in un film francese intitolato O salto, del regista Christian de Chalonge, in cui interpretò un ruolo sconosciuto.
Basilio Martín Patino ritrasse nel documentario del 1977, Queridísimos verdugos, la vita dei tre boia che lavoravano in Spagna in quegli anni. In questo film si può vedere e sentire i boia parlare del proprio lavoro con una naturalezza sorprendente. López Sierra afferma che "è un lavoro come qualsiasi altro" o "Beh, guardi, per me è lo stesso essere boia o qualcos'altro, intanto mi dà da mangiare". Basilio Martín Patino stette con López Sierra i cinque giorni di rodaggio del documentario, e successivamente affermò: "Parlava teneramente della moglie e del loro cagnolino, ma allo stesso tempo aveva un'attitudine irrazionale e diceva stupidaggini".
Nel film Salvador - 26 anni contro è interpretato dall'attore Fernando Ransanz, che si presenta nel carcere come "Antonio López Guerra".

## Esecuzioni
Le seguenti persone furono giustiziate con la garrota da Antonio López. Anche se non fu l'unico esecutore, fece esecuzioni dal 1952 al 1974 insieme ad altri boia: Bernardo Sánchez Bascuñana, Vicente López Copete e José Monero Renomo.
- Ramón Oliva Márquez
- Vicente Ortega Miguel
- Marcial Martínez Marrón
- Florentino Lluva Macho
- Teresa Gómez Rubio
- Carlos Soto Gutiérrez
- Esteban Guillén González
- Julio López Guixot
- Antonio Campos Tejón
- Pilar Prades Expósito
- José María Jarabo
- Antonio Abad Donoso
- Joaquín Delgado Martínez
- Antonio Rafael Gil Guirado
- Jesús García Romero
- Salvador Puig Antich